# Mikele Urroz Zabalza
Mikele Urroz Zabalza es una actriz navarra de teatro, cine y televisión, nacida en Pamplona (Navarra). Se licenció en Arte Dramático por la Real Escuela Superior de Arte Dramático (RESAD) de Madrid, en la especialidad de Teatro Textual, durante el período 2004-2008. Además de su formación oficial, complementó sus estudios en el Teatro de la Abadía y el Laboratorio William Layton. Urroz es bilingüe en castellano y euskera y ha desarrollado su carrera artística entre País Vasco y Madrid.
A lo largo de su trayectoria, ha compaginado su participación en producciones escénicas de relevancia estatal con una fuerte implicación en el teatro de creación contemporánea, especialmente en el ámbito navarro.
En el ámbito audiovisual, ha trabajado con cineastas como Jonás Trueba (Los ilusos, La virgen de agosto) y Fernando Franco (Morir), además de participar en series de televisión como Patria (HBO), HIT (RTVE) o Escenario 0 (HBO), entre otras. 

## Carrera profesional
Carrera teatral: Mikele Urroz ha desarrollado su trayectoria en las artes escénicas, participando tanto en montajes clásicos como contemporáneos. En el Centro Dramático Nacional ha trabajado en montajes como Ciclo de lecturas dramatizadas Mujeres en la escena española (2019), El laberinto mágico (2015-2016) y Yo, el heredero (2011). También ha participado en obras dirigidas por Pablo Messiez como Los brillantes empeños (2014), Todo el tiempo del mundo (2016), Las canciones (2019) y La Voluntad de Creer (2022). Junto a la compañía La Caja Flotante ha actuado en Fuera de juego (2017) y Catástrofe (2018), de Antonio Rojano, ambas dirigidas por Iñigo Rodríguez-Claro. También ha trabajado en Gris/Mar (2018) de Jose Padilla y Marcela, la voz de la mujer libre (2017), dirigidas por Ion Iraizoz y la propia Urroz. Con la compañía Lore More, a trabajado en Máxima Estrella (2020), Lectura dramatizada Herri hura (2021) de Maialen Diaz Urriza y Trapu zikinak (2022). Y en el Teatro Español en la obra Arder y no quemarse (2023) de Jose Padilla y Grumelot.
En 2024 estrenó su proyecto más personal, La montaña / Mendia, un monólogo contemporáneo producido junto a Lucía Ezker Rekalde y dirigido junto a Íñigo Rodríguez-Claro, donde Urroz encarna a una alpinista. Esta obra, concebida como “una carta de amor a la montaña” en clave metafórica, fusiona teatro y alpinismo. Se estrenó en versión en euskera y castellano en 2024 y dio inicio en 2025 a una gira por escenarios navarros, debutando en el Teatro Gayarre de Pamplona.
Carrera en cine y televisión: Paralelamente a su actividad teatral, Mikele Urroz ha participado en producciones audiovisuales. Debutó en el cine con un papel en Los ilusos (2013) de Jonás Trueba, película que obtuvo el premio a la mejor película en el Festival Cinespaña de Toulouse. Posteriormente apareció en Morir (2017) de Fernando Franco y en La virgen de agosto (2019) de Jonás Trueba, un filme ambientado en el verano madrileño que contó también con la actriz Itsaso Arana como protagonista. En el ámbito del cortometraje, protagonizó entre otros Dantzariak (Bailarines) (2015) de Axier Salazar y Madeleines (2014) de Daniel Ocanto. Con la productora navarra En buen sitio ha participando en el largometraje documental Ama-das (2022).
En televisión, Urroz ha tenido intervenciones en series de proyección nacional: participó en Patria (2020) de HBO, la adaptación de la novela homónima sobre el conflicto vasco, y en la serie dramática HIT de RTVE (2021). Asimismo, formó parte del elenco de Escenario 0: Todo el tiempo del mundo (HBO, 2020) —versión filmada de la obra teatral de Messiez—, y apareció en producciones de humor y ficción televisiva como Capítulo 0 (Movistar+, 2019) y en episodios de series como Centro Médico (TVE, 2017). Recientemente la hemos visto en Los años nuevos (2024) la miserie dirigida por Rodrigo Sorogoyen.

## Filmografía

### Cine
- Ama-das (2022). Documental
- La Virgen de Agosto (2019)[7]
- Morir (2017)
- Dantzariak/ Bailarines (2015). Cortometraje.
- Madeleines (2014). Cortometraje.
- Los Ilusos (2013)

### Televisión
- Los años nuevos (2024)
- HIT (2021)
- Escenario 0: Todo el tiempo del mundo (2020)
- Patria (2020)
- Capítulo 0 (2019)
- Centro médico (2017), episodio 638. TVE1.